# Karel (televisieprogramma)
Karel, tot 1990 Karel van de Graaf, was een Nederlands journalistiek praatprogramma op de televisie van de AVRO dat gepresenteerd werd door Karel van de Graaf en van 1984 tot 1999 op de Nederlandse publieke omroep werd uitgezonden. Naast vanuit de studio in Hilversum werd het programma bepaalde tijd uitgezonden vanuit café De Kuip aan het Amsterdamse Rembrandtplein.. Ook zocht Karel gasten op voor een gesprek. 

## Incident
Op 3 december 1984 interviewde Van de Graaf in een live-uitzending van het wekelijkse praatprogramma tegenstanders van het voormalige militaire bewind in Suriname, toen iemand uit het publiek opstond en zijn gasten (waaronder Paul Somohardjo) aanviel. Deze schermutseling mondde uit in een schietpartij waarna de AVRO de uitzending afbrak en de kijkers om 'Even geduld AUB' vroeg. Er werden twee schoten gelost, er viel een gewonde, maar Van de Graaf zelf bleef ongedeerd. Overigens stond de AVRO op het punt om het programma na 9 afleveringen wegens gebrek aan succes na twee maanden alweer van de buis te halen. Maar na het schietincident (dat wereldnieuws werd in 54 landen) groeiden de kijkcijfers en kwam de programmaleiding terug op haar voornemen en bleef het programma nog 15 jaar bestaan.